# Liopholis
Liopholis – rodzaj jaszczurek z podrodziny Egerniinae w rodzinie scynkowatych (Scincidae).

## Zasięg występowania
Rodzaj obejmuje gatunki występujące w Australii (włącznie z Tasmanią).  

## Systematyka

### Etymologia
Liopholis: gr. λειος leios „gładki”; φολις pholis, φολιδος pholidos „rogowa łuska”.

### Podział systematyczny
Do rodzaju należą następujące gatunki:
- Liopholis aputja Farquhar, Mulder, Russell, Haines, Rangers & Chapple, 2024
- Liopholis guthega (Donnellan, Hutchinson, Dempsey & Osborne, 2002)
- Liopholis inornata (Rosén, 1905)
- Liopholis kintorei (Stirling & Zietz, 1893)
- Liopholis margaretae (Storr, 1968)
- Liopholis modesta (Storr, 1968)
- Liopholis montana (Donnellan, Hutchinson, Dempsey & Osborne, 2002)
- Liopholis multiscutata (Mitchell & Behrndt, 1949)
- Liopholis parva Aplin, Maryan, Armstrong, Pavey & Donnellan, 2024
- Liopholis personata (Storr, 1968)
- Liopholis pulchra (Werner, 1910)
- Liopholis purnululu Aplin, Maryan, Armstrong, Pavey & Donnellan, 2024
- Liopholis slateri (Storr, 1968)
- Liopholis striata (Sternfeld, 1919)
- Liopholis whitii (Lacépède, 1804)